# Un hombre bueno
Un hombre bueno es una película de Argentina en blanco y negro dirigida por Carlos Torres Ríos según el guion de Eliseo Montaine que se estrenó el 26 de noviembre de 1941 y que tuvo como protagonistas a Julio Bianquet, Cayetano Biondo, Emperatriz Carvajal y Severo Fernández. Es la primera película del director, hijo de Leopoldo Torres Ríos, después de trabajar muchos años como actor y director de fotografía.

## Sinopsis
Un mozo de hotel, una mujer fatal y un fracaso.

## Reparto
- Julio Bianquet
- Cayetano Biondo
- Emperatriz Carvajal
- José Castro
- Max Citelli
- Severo Fernández
- Claudio Martino
- Judith Sulian
- Luis Cuda
- Francisco Mileo
- José Plastino
- Warly Ceriani
- Pablo Cumo

## Comentarios
Manrupe y Portela opinan del filme:"Vehículo discreto para Severo Fernández" y Calki escribió en El Mundo:

"Retrato de líneas sencillas y honestas...Destaca un diáfano espíritu...oculta, tras su faz graciosa, honda médula humana...dirección raramente firme en un debutante."